# LGB Alliance
De LGB Alliance (Nederlands: LHB Alliantie) is een van origine Britse belangenorganisatie, die officieel geregistreerd staat als een charitatieve instelling. De alliantie is gesticht in 2019 door Bev Jackson, Kate Harris, Allison Bailey, Malcolm Clark en Ann Sinnott als protest tegen het transgenderbeleid van de eveneens Britse lgbt-belangenorganisatie Stonewall, waarvan zij voorheen nog deel uitmaakten. De LGB Alliance wordt gerekend tot de anti-genderbeweging die onder meer door UN Women als extremistisch wordt aangemerkt.

## Naam en missie
De letters 'LGB' staan voor Lesbian, Gay, en Bisexual. De LGB Alliance beschrijft haar doel als "Het zekerstellen van het recht van lesbiennes, biseksuelen en homoseksuelen om zichzelf te definiëren als aangetrokken tot hetzelfde geslacht". De alliantie stelt dat "dit recht wordt bedreigd, doordat activisten pogen verwarring te creëren over de begrippen biologisch geslacht en gender." De alliantie verzet zich tevens tegen genderidentiteitsonderwijs op scholen en het uitvoeren van genderbevestigende operaties bij kinderen die een diagnose voor genderdysforie hebben, ondanks dat in werkelijkheid onomkeerbare gendergerelateerde operaties niet gedaan worden bij minderjarige trans kinderen. De Alliance ziet hierin een gevaar dat potentieel homoseksuele kinderen een verkeerde inschatting maken uit schaamte en daardoor een medicaliseringstraject ingetrokken worden via een bevestigingsomgeving. Zij beschouwen dit als een kwalijke variant van conversietherapie via lichaamsconversie.

## Aanleiding
In september 2019 ondertekenden tweeëntwintig Stonewall-leden een open brief aan de Britse krant The Sunday Times waarin zij Stonewall beschuldigden van het ondermijnen van de op sekse gebaseerde rechten en beschermingen van vrouwen door hun beleid inzake transgenderkwesties. Tevens stond in de brief dat één jaar daarvoor een aantal leden het bestuur had verzocht meer te doen om de atmosfeer voor een respectvol debat te bevorderen voor hen die hun twijfels hebben bij het gevoerde transgenderbeleid van Stonewall en dat Stonewall in dezen had geweigerd een dergelijke dialoog toe te staan. In de brief stond: "Als Stonewall onverzettelijk blijft, moet er zeker nu een opening zijn voor een nieuwe organisatie die zich inzet voor zowel vrijheid van meningsuiting als voor feiten in plaats van fantasie."
Eén maand na de publicatie van de brief werd bekend gemaakt dat een nieuwe groep was opgericht, genaamd de LGB Alliance. De groep is gesticht door Bev Jackson, Kate Harris, Allison Bailey, Malcolm Clark en Ann Sinnott met de steun van Simon Fanshawe, één van de oprichters van Stonewall.
| Het grote verschil is dat lesbiennes, homoseksuelen en biseksuelen iets gemeen hebben vanwege onze seksuele oriëntatie, dat heeft niets met trans zijn te maken. Wij verwelkomen de steun van iedereen — homo, hetero of trans — zo lang zij onze inzet voor vrijheid van meningsuiting en de biologische definitie van sekse maar steunen. Wij zijn dus een zeer brede en accepterende groep. We zullen transfoob worden genoemd, maar dat zijn we niet. — Vertaald citaat - Kate Harris |

## Charitatieve instelling
In maart 2020 diende de LGB Alliance een aanvraag in voor de status van goed doel bij de Goededoelencommissie voor Engeland en Wales (Engels: Charity Commission for England and Wales). Een petitie tegen de aanvraag ontving dertigduizend handtekeningen. De aanvraag is goedgekeurd in april 2021. Na de statusgoedkeuring publiceerde de UK Pride Organisers Network een open brief, ondertekend door meer dan vijftig lgbt+-belangenorganisaties uit het Verenigd Koninkrijk. Hierin werd het besluit van de commissie veroordeeld. Zij stelden: "wij weten dat de LGB Alliance geen gelijkheid, diversiteit en mensenrechten promoot."
In juni 2021 is bezwaar aangetekend door diverse groepen aangevoerd door de belangenorganisatie transgenderjeugdgroep Mermaids en Good Law Project tegen het besluit om de LGB Alliance de status van goed doel te verlenen. Het bezwaar is gebaseerd op de claim dat de LGB Alliance niet zou voldoen aan de drempelwaardes om te mogen worden geregistreerd als een goed doel. De goedendoelencommissie gaf een communiqué uit waarin werd benadrukt dat het haar taak is om te besluiten of het doel van een organisatie valt binnen de juridische definitie van een goed doel en dat zij de bezwaren tegen de aanvraag van de LGB Alliance zorgvuldig in overweging hebben genomen bij het vormen van een besluit over het toekennen van de goededoelenstatus. In juli 2023 is het bezwaar ongegrond verklaard aangezien de aanvragers volgens de rechters geen juridische grond had om het bezwaar in te dienen; over de charitatieve status van de LGB Alliance is geen uitspraak gedaan.
Lui Asquith, juridisch directeur van Mermaids, stelde: "De LGB Alliance beweert een organisatie te zijn die lesbiennes, homoseksuelen en biseksuelen steunt, maar dit doen zij niet. Veel transgenders zijn lesbisch of homo of biseksueel en LGB Alliance werkt actief tegen de vooruitgang van de rechten van transgender personen."

## Mediaverslagen en Kritiek
UN Women heeft de anti-genderbeweging, waar de LGB Alliance toe behoort, een extremistische anti-rechtenbeweging genoemd die "haatdragende propaganda en desinformatie gebruikt om mensen met diverse seksuele geaardheden, genderidentiteiten, genderexpressies en geslachtskenmerken tot doelwit te maken en te delegitimeren."
Hieronder volgt een beknopte lijst van mediaverslagen
- De LGB Alliance is beschreven als een haatgroep door Pride in London, Pride in Surrey, LGBT+ Liberal Democrats, Independent Workers' Union of Great Britain en door diverse prominente politici en journalisten uit het Verenigd Koninkrijk.[15]

- In november 2020 re-tweette homotijdschrift Boyz twitterberichten van de LGB Alliance en stelde voor geen overhaastige conclusies te trekken over de alliantie maar in plaats daarvan naar hen te luisteren. Bedrijven die adverteerden in het tijdschrift werden vervolgens bedreigd met boycots. Boyz verontschuldigde zich later voor het geven van publiciteit aan de LGB Alliance.